# Ilmenau (rivière)
L'Ilmenau, parfois orthographié en Français Elmenau, est une rivière allemande d'une longueur de 107 km qui coule dans le land de Basse-Saxe. Elle est un affluent direct de l'Elbe.

## Géographie
L'Ilmenau est navigable à partir de la ville de Lunebourg.

## Quelques vues de la rivière

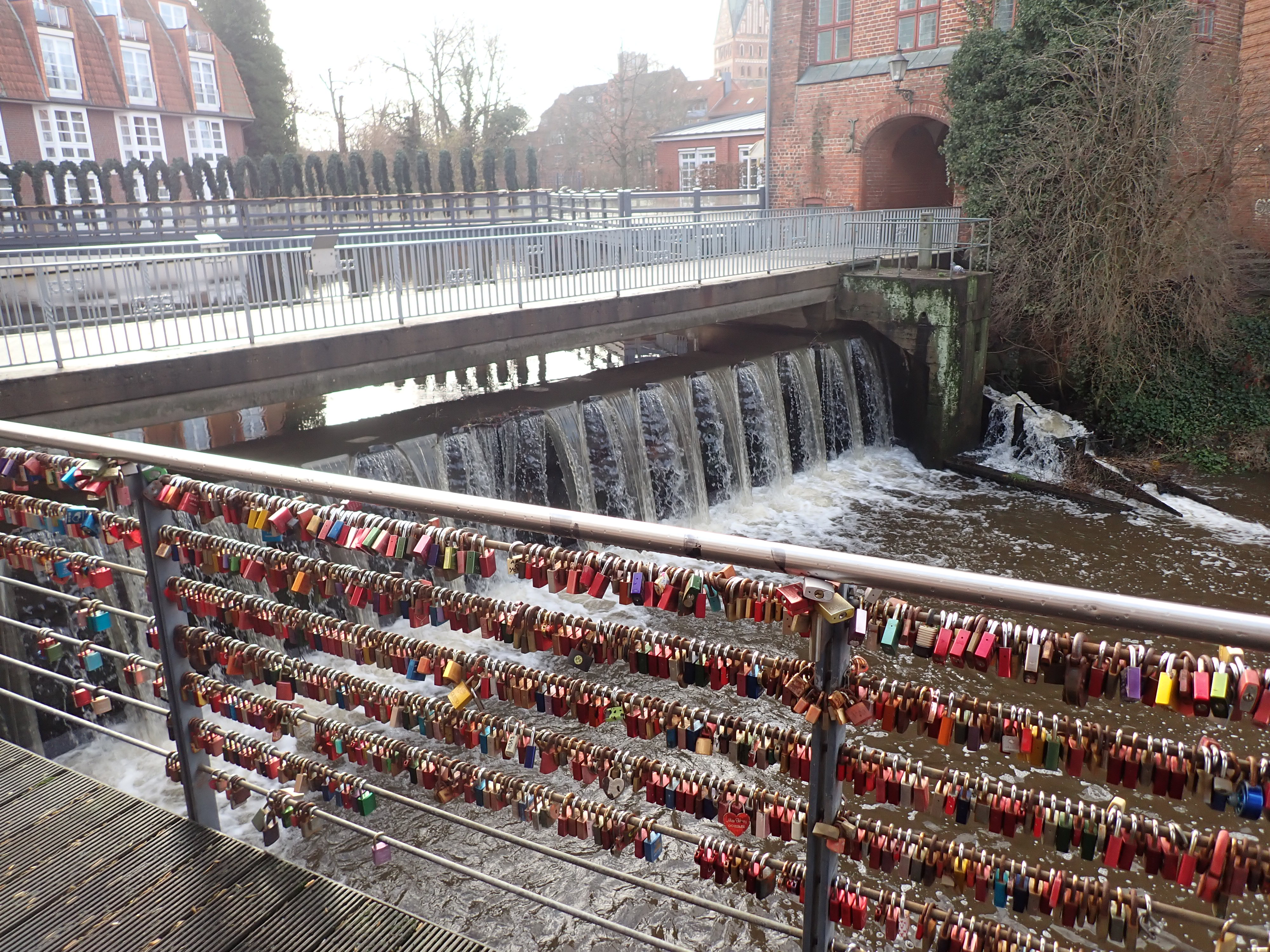
Au moulin Abtsmühle à Lunebourg
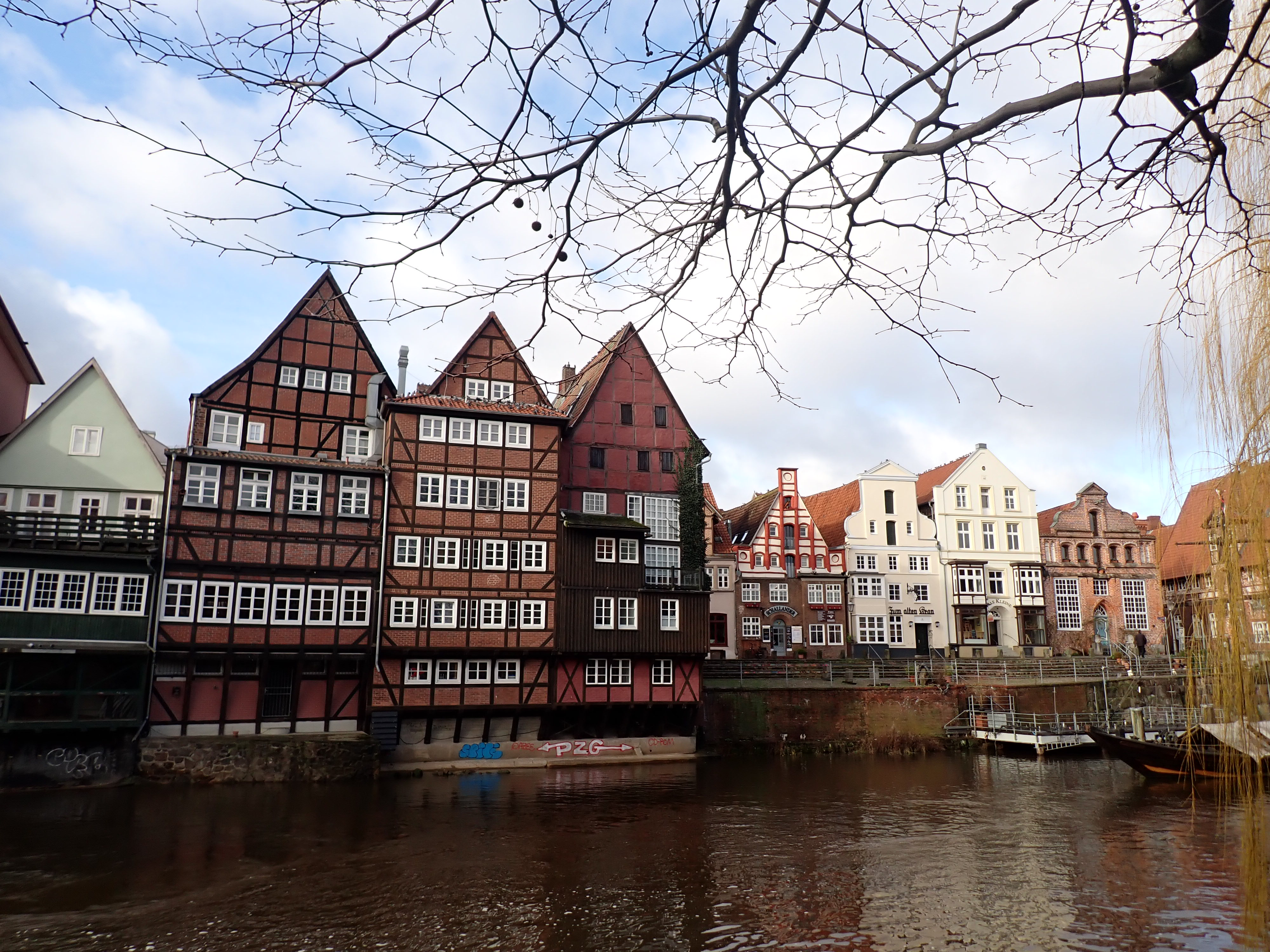
Maisons au port de Lunebourg

## Traduction
- (de) Cet article est partiellement ou en totalité issu de l’article de Wikipédia en allemand intitulé « Ilmenau (Fluss) » (voir la liste des auteurs).